# سمكة السلفوح
سمك السلفوح (بالإنجليزية: Common guitarfish) هو نوع من الأسماك الغضروفية التي تنتمي لعائلة قيثارات البحر. موطنها الأصلي هو المحيط الأطلسي الشرقي والبحر الأبيض المتوسط. وهي أسماك تسكن القاع تتغذى على القشريات واللافقاريات الأخرى والأسماك. الإناث تلد في سن صغير. أسلوب حياتها يجعلها عرضة للصيد الثانوي أو العرضي، خصوصا بشبكات الصيد الخاصة باصطياد الروبيان، ويبدو أن اعدادها في انخفاض كبير، وقد اختفت في نطاقات واسعة خصوصا في شمال البحر الابيض المتوسط. قيم الاتحاد الدولي لحفظ الطبيعة حالة حفظه بأنها «مهددة بالانقراض».

## وصف
يمكن أن تنمو سمكة السلفوح حتى 147 سنتيمتر (58 بوصة)، ولكن الطول الطبيعي للسمكة يكون حوالي 80 سنتيمتر (30 بوصة). لون السطح الظهري هو البني الكاكي والأجزاء السفلية بيضاء. وهو مشابه جدًا في المظهر لأسماك جيتار بلاكشين (Rhinobatos cemiculus)، التي تشترك معها في التوزع الجغرافي، ولكنها أصغر بشكل عام ولديها عيون أكبر، وحواف مدارية مفصولة على نطاق أوسع، وفص أنفي أمامي أطول وغطاء أنفي خلفي أوسع. وهي تتجول ببطء فوق قاع البحر مباشرة، وتستريح أحيانًا على الرمال أو الطين وتغطي نفسها بالرواسب.

## علم البيئة
سمك السلفوح هو سمكة قاعية، تجوب على طول قاع البحر الرملي أو الموحل مباشرة وتبحث عن القشريات واللافقاريات والاسماك الدقيقة الأخرى. وهي سمكة بيضوية البيض مع واحد أو اثنين من الولادات كل عام، وتكون من أربعة إلى عشرة اسماك في كل ولادة. فترة الحمل حوالي أربعة أشهر، وتتطور الاجنة داخل الأنثى، ويحصلون على التغذية من أكياس الصفار في البداية، ثم بعد ذلك من إفرازات رحم الأمهات.

## الحالة
يعيش سمك السلفوح بالقرب من الساحل ويتكاثر في المياه الضحلة. وهذا يجعلها عرضة للخطر، ويتم صيدها، في المقام الأول كصيد عرضي أو ثانوي، كما يتم صيدها بمصائد سمكة الجيتار السوداء (Rhinobatos cemiculus)، في موانئ الصيد مثل باليرمو، لكن لم تعد ترى هناك وربما تكون قد انقرضت في تلك المنطقة، كما لم يعد بالإمكان رؤيتها في جزر البليار أيضًا.
قبالة سواحل غرب أفريقيا، يتم صيدها كصيد ثانوي بواسطة شباك صيد الروبيان من قبل سفن الصيد الدولية، والمصايد رأسيات الأرجل التي تجرف قاع البحر، وكذلك يتم صيدها من قبل الصيادين بواسطة الشباك الخيشومية المحلية.
يمكن تمليح وتصدير لحومها وبيع زعانفها إلى آسيا. يعتبر جنوب البحر الابيض المتوسط المكان الأكثر اماناً حيث ان الصيد اقل كثافة، لكن الاعداد ما زالت في تناقص مستمر، حيث ان اغلب الاسماك المصتاده تكون يافعة في طور النمو وغير ناضجة.
لكي يكون للسمك مستقبل طويل الأمد وأن تكون مصايد الأسماك مستدامة، يجب السماح للأسماك البالغة بالنضوج والتكاثر. لا توجد خطة حفظ خاصة لهذه الأسماك وقد قدر الاتحاد الدولي لحفظ الطبيعة حالة حفظها بأنها " مهددة بالانقراض